# Strijkkwartet nr. 11 (Nordgren)
Pehr Henrik Nordgren voltooide zijn Strijkkwartet nr. 11 opus 145 in 2008.
Hij schreef het werk voor het Finse strijkkwartet Tempera Kwartet voor een concert in het kader van een kamermuziekfestival in Kuhmo. Het is vermoedelijk zijn laatste voltooide werk, want de componist overleed een maand, nadat het werk haar eerste uitvoering kreeg op 25 juli 2008.
Het werk is opgebouwd uit vier delen:
- Prelude met aanduiding tranquillo
- Rondo met aanduiding flessible
- Lamentations met aanduiding adagio
- Postludio met aanduiding pietoso (merciful, compassionate)

In deel 1 schreef Nordgren voor dat de eerste viool een halve toonafstand hoger gestemd moet worden; hetgeen de dissonantie bevordert. Deel 2 is het scherzodeel, waarbij de eerste viool (weer) een normale stemming heeft. Het heeft een mozaïekachtige constructie, waarbij motiefjes steeds maar onregelmatig terugkomen. Deel 3 is een relatief lange klaagzang, waarbij de componist teruggreep op zijn Symfonie nr. 4. Deel 4 is het nawoord van de componist, als zijnde het slotwoord van zijn leven. De componist was al jaren ziek en zag zijn einde naderen. 